# Отепяе (волость)
О́тепяе (ест. Otepää vald) — волость в Естонії, одиниця самоврядування в повіті Валґамаа, утворена під час адміністративної реформи 2017 року шляхом добровільного об'єднання волостей Отепяе та Санґасте, а також приєднання територій 12 сіл, що входили до складу волості Пука, і 7 сіл із волості Палупера.

## Населені пункти
Адміністративний центр — місто Отепяе.
На території муніципалітету розташовані:
місто Отепяе;
2 селища (alevik): Пука (Puka), Санґасте (Sangaste);
52 села (küla):
Арула (Arula), Ваалу (Vaalu), Ваарді (Vaardi), Вана-Отепяе (Vana-Otepää), Відріке (Vidrike), Еду (Ädu), Ілм'ярве (Ilmjärve), Кассіратта (Kassiratta), Кастолатсі (Kastolatsi), Каурутоотсі (Kaurutootsi), Кеені (Keeni), Кібена (Kibena), Койґу (Koigu), Коллі (Kolli), Комсі (Komsi), Куйґатсі (Kuigatsi), Куревере (Kurevere), Кягрі (Kähri), Кяеріку (Kääriku), Лаукюла (Lauküla), Лоссікюла (Lossiküla), Лутіке (Lutike), Макіта (Makita), Мееґасте (Meegaste), Міті (Miti), Мяга (Mäha), Мяґестіку (Mägestiku), Мяґісте (Mägiste), Мяекюла (Mäeküla), Мярді (Märdi), Нееруті (Neeruti), Ниуні (Nõuni), Нюплі (Nüpli), Отепяе (Otepää), Педаямяе (Pedajamäe), Пиру (Põru), Пілкузе (Pilkuse), Пліка (Plika), Пранґе (Prange), Прінґі (Pringi), Пюгаярве (Pühajärve), Пяйдла (Päidla), Раудсепа (Raudsepa), Ресту (Restu), Рісттее (Risttee), Рууна (Ruuna), Рябі (Räbi), Сарапуу (Sarapuu), Сігва (Sihva), Тиутсі (Tõutsi), Тійду (Tiidu), Труута (Truuta).

## Символіка
Самоврядування використовує прапор та герб, що належали волості Отепяе до об'єднання.

## Історія
Постановою № 86 від 25 травня 2017 року Уряд Естонії затвердив утворення нової адміністративної одиниці шляхом злиття самоврядувань Отепяе та Санґасте і приєднання територій 7 сіл, що належали волості Палупера, і 12 сіл зі складу волості Пука, визначивши назву нового муніципалітету як волость Отепяе. Зміни в адміністративно-територіальному устрої, відповідно до постанови, мали набрати чинності з дня оголошення результатів виборів до волосної ради нового самоврядування.
15 жовтня 2017 року в Естонії відбулися вибори в органи місцевої влади. 21 жовтня 2017 року, після оголошення результатів виборів, офіційно утворена волость Отепяе. Волості Санґасте, Пука та Палупера вилучені з «Переліку адміністративних одиниць на території Естонії».